# Ozark (Missouri)
Ozark és una població dels Estats Units a l'estat de Missouri. Segons el cens del 2000 tenia 9.665 habitants.

## Demografia
Segons el cens del 2000, Ozark tenia 9.665 habitants, 3.635 habitatges, i 2.599 famílies. La densitat de població era de 494,3 habitants per km².
Dels 3.635 habitatges en un 40,9% hi vivien nens de menys de 18 anys, en un 55,2% hi vivien parelles casades, en un 12,9% dones solteres, i en un 28,5% no eren unitats familiars. En el 23,2% dels habitatges hi vivien persones soles el 7,7% de les quals corresponia a persones de 65 anys o més que vivien soles. El nombre mitjà de persones vivint en cada habitatge era de 2,57 i el nombre mitjà de persones que vivien en cada família era de 3,04.
Per edats la població es repartia de la següent manera: un 28,9% tenia menys de 18 anys, un 10,7% entre 18 i 24, un 34,5% entre 25 i 44, un 16,1% de 45 a 60 i un 9,8% 65 anys o més.
L'edat mediana era de 30 anys. Per cada 100 dones de 18 o més anys hi havia 83,9 homes.
La renda mediana per habitatge era de 34.210 $ i la renda mediana per família de 40.069 $. Els homes tenien una renda mediana de 30.599 $ mentre que les dones 21.794 $. La renda per capita de la població era de 15.912 $. Entorn del 10,4% de les famílies i l'11,7% de la població estaven per davall del llindar de pobresa.

## Poblacions més properes
El següent diagrama mostra les poblacions més properes.